# Làn sóng UFO Bỉ

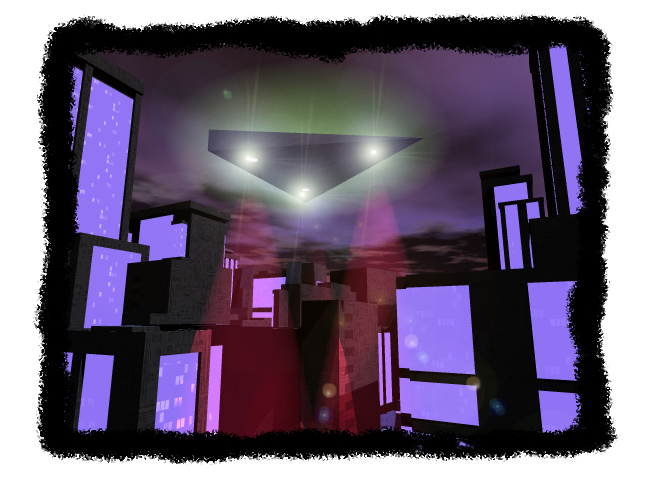
Tái tạo lời khai vụ việc bằng CGI

Làn sóng UFO Bỉ là một loạt các vụ nhìn thấy UFO hình tam giác ở Bỉ, kéo dài từ ngày 29 tháng 11 năm 1989 đến tháng 4 năm 1990.

## Diễn biến
Làn sóng UFO Bỉ bắt đầu vào tháng 11 năm 1989. Các báo cáo đã được đệ trình, hầu hết nhiều tuần sau sự kiện. Nhiều báo cáo liên quan đến một vật thể lớn bay ở độ cao thấp. Một số báo cáo cũng cho biết rằng con tàu này có dạng phẳng, hình tam giác, có đèn chiếu sáng bên dưới.
Làn sóng UFO Bỉ đạt đỉnh điểm với các sự kiện xảy ra vào đêm 30–31 tháng 3 năm 1990. Vào đêm đó, một vật thể không xác định đã được theo dõi trên radar và hai chiếc F-16 của Không quân Bỉ được cử đi điều tra, không một phi công nào báo cáo đã nhìn thấy vật thể. Không có báo cáo nào được nhận từ công chúng vào ngày này. Nhưng trong 2 tuần tiếp theo, phía không quân tiếp nhận báo cáo từ 143 người tuyên bố đã chứng kiến vật thể, tất cả đều diễn ra sau sự kiện này. Trong những tháng sau đó, nhiều người khác cũng tuyên bố đã chứng kiến những sự kiện này.
Trong một giờ tiếp theo, hai chiếc F-16 đã cố gắng đánh chặn chín mục tiêu riêng biệt. Trong ba lần, họ đã tìm cách khóa radar trong vài giây, nhưng sau đó lại biến thành việc khóa Radar của nhau. Các phi công không bao giờ báo cáo rằng đã nhìn thấy bất kỳ hiện tượng trên không trung nào cả, không thấy bất kỳ thao tác nào được tuyên bố và chưa bao giờ khóa bất kỳ vật thể nào ngoài chiếc F16 khác. Các điểm tiếp xúc khác đều được tìm thấy là kết quả của một giao thoa khí quyển nổi tiếng được gọi là tán xạ Bragg.
Các thành viên của đội hiến binh Wavre được cử đến để xác nhận báo cáo ban đầu, mô tả bốn ngọn đèn sáng rực hiện đang được sắp xếp theo hình vuông, tất cả đều tạo ra những chuyển động giật ngắn, trước khi mất dần độ sáng và biến mất theo bốn hướng riêng biệt vào khoảng 01:30. Họ cũng báo cáo rằng có nghe thấy một tiếng ồn động cơ nhỏ và dường như nó có một chiếc gậy phát ra ở một đầu với một tuabin trên đó, điều mà nhiều người cho rằng đó là một chiếc Trực thăng mà họ nhìn thấy.

## Ảnh chụp lừa gạt

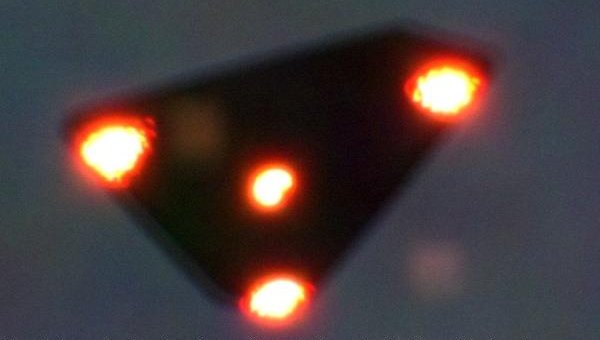
Một tam giác đen khả nghi, ngày 15 tháng 6 năm 1990, Wallonia, Bỉ. Được cho là chụp trong làn sóng UFO. Một bức ảnh tương tự được chụp ở Petit-Rechain vào ngày 4 tháng 4 năm 1990.

Tháng 4 năm 1990, một nhiếp ảnh gia giấu tên đã chụp được một bức ảnh lừa gạt về một vật thể hình tam giác mà trên đó có ba ánh sáng ở mỗi góc. Kể từ đó, một người đàn ông tên là Patrick M. đã công khai nói rằng đó là một bức ảnh lừa gạt của anh ta.
Các chuyên gia nói rằng không có phông nền trong bức ảnh và không có yếu tố nào cho phép tính toán kích thước hoặc khoảng cách của vật thể từ máy ảnh. Wim van Utrecht đã sao chép một bản sao của bức ảnh bằng các thiết bị. Một phương pháp mô phỏng đồ họa máy tính để tái tạo bức ảnh được phát triển bởi nhà toán học người Bỉ, Thierry Veyt tại Phòng thí nghiệm Vật lý Thiên văn của Đại học Liège, trong đó chuyển động "rung lắc" rõ ràng, dẫn đến ánh sáng của con tàu bị che mờ hoặc mất nét trong ảnh mâu thuẫn với lời kể của nhân chứng. Điều này, cùng với việc giấu tên của nhiếp ảnh gia và thực tế là bức ảnh không được công khai cho đến 4 tháng sau sự kiện bị cáo buộc, cũng khiến tính xác thực của bức ảnh bị nghi ngờ.
Trong 20 năm, tổ chức UFO học Société belge d'étude des phénomènes spatiaux (SOBEPS) tuyên bố rằng bức ảnh này là thật. Nhưng vào ngày 26 tháng 7 năm 2011, trong một cuộc phỏng vấn cho RTL, một kênh truyền hình của Bỉ, Patrick M. giải thích rằng đó là một trò chơi khăm.
Trong tập podcast của Skeptoid ngày 27 tháng 9 năm 2016 có tựa đề "The Belgian UFO Wave," tác giả Brian Dunning đã thảo luận về bằng chứng chụp ảnh và cho rằng bức ảnh duy nhất hóa ra là biểu tượng cho chất lượng của tất cả các bằng chứng đặc trưng cho Làn sóng UFO Bỉ. Năm 2011, một người đàn ông tên là Patrick Maréchal đã mời các phóng viên Bỉ đến nhà của mình để cho họ xem những gì anh ta và một số người bạn từng làm khi sự cường điệu của giới truyền thông đang ở đỉnh điểm. Họ lấy một tấm xốp, cắt thành hình tam giác, sơn màu đen, gắn đèn pin vào mỗi góc, sau đó treo lên dây. Maréchal vẫn còn nhiều bức ảnh mà họ đã chụp để cố gắng có được bức ảnh đó hòng  đánh lừa thế giới.

## Giải thích
Năm 1992, khoảng ba năm sau lần nhìn thấy UFO đầu tiên, xảy ra vào ngày 29 tháng 11 năm 1989, tại Eupen, Marc Hallet đã viết một bài luận về làn sóng UFO Bỉ chỉ trích công trình được thực hiện bởi SOBEPS: La Vague OVNI Belge ou le triomphe de la désinformation, cho rằng tổ chức nghiên cứu UFO này đã lan truyền thông tin sai lệch trên các phương tiện truyền thông. Luận điểm của Hallet là làn sóng UFO Bỉ chủ yếu là cơn hoang tưởng tập thể, được thúc đẩy bởi công việc do SOBEPS thực hiện. Cơn hoang tưởng tập thể này sẽ tuân theo định luật của Philip J. Klass: "Một khi tin tức đưa tin khiến công chúng tin rằng UFO có thể ở trong vùng lân cận, có rất nhiều vật thể tự nhiên và nhân tạo, đặc biệt được nhìn thấy vào ban đêm, có thể mang những đặc điểm bất thường trong tâm trí của những người xem đầy hy vọng. Các báo cáo về UFO của họ lần lượt làm tăng thêm sự phấn khích của tập thể đại chúng, điều này khuyến khích nhiều người quan sát hơn nhằm theo dõi UFO. Tình trạng này tự khắc phục cho đến khi giới truyền thông mất hứng thú với chủ đề này, và sau đó nhanh chóng biến mất tăm hơi".
Năm 1993, Pierre Magain và Marc Remy xuất bản một bài báo trên Tạp chí Physicalia, trong đó kết luận của họ không khớp với kết luận của SOBEPS. Họ cũng tuyên bố rằng làn sóng UFO Bỉ sẽ được nghiên cứu bởi những người trong ngành khoa học nhân văn hơn là bởi các nhà vật lý.
Trong Làn sóng UFO Bỉ năm 1989–1992 – Một giả thuyết bị lãng quên, Renaud Leclet và cộng sự thảo luận về thực tế là một số cảnh tượng có thể được giải thích bằng trực thăng. Hầu hết các nhân chứng cho biết các vật thể đều im lặng. Báo cáo này lập luận rằng việc thiếu tiếng ồn có thể là do tiếng ồn của động cơ trong ô tô của các nhân chứng, hoặc gió tự nhiên mạnh thổi bay ngang qua trước mặt nhân chứng.
Trong bài báo Sự khởi đầu của làn sóng UFO Bỉ, Jean-Michel Abrassart lập luận rằng sự khởi đầu của làn sóng này không mâu thuẫn với giả thuyết tâm lý xã hội, trái ngược với những gì SOBEPS đã tuyên bố trong công trình của ông. Trong một bài báo đăng trên trang web của mình vào năm 2011, Làn sóng Bỉ và các bức ảnh của Ramillies, Auguste Meessen đã trả lời một số chỉ trích (của Roger Paquay và Jean-Michel Abrassart) và lập luận rằng, theo ông, làn sóng UFO Bỉ hoàn toàn không giải thích được. Roger Paquay và Jean-Michel Abrassart đều viết những bài viết phản bác lại bài báo của nhà vật lý người Bỉ này.